# Selice
Selice (in ungherese Szelőce) è un comune della Slovacchia facente parte del distretto di Šaľa, nella regione di Nitra.